# City of Crime
City of Crime (21 Bridges) è un film del 2019 diretto da Brian Kirk con protagonisti Chadwick Boseman, Sienna Miller, Stephan James, Keith David, Taylor Kitsch e J. K. Simmons.

## Trama
Andre Davis è un ufficiale di polizia di New York di successo come suo padre, che è stato assassinato in servizio quando Davis aveva 13 anni. Lottando con l'eredità di suo padre, Davis si è guadagnato la reputazione di perseguire e uccidere "assassini di poliziotti" per anni, anche se afferma che erano tutte uccisioni per legittima difesa ed è a disagio con l'etichetta.
Una notte, Michael Trujillo e Ray Jackson, due piccoli criminali e veterani di guerra, tentano di rubare 30 chilogrammi di cocaina da un'enoteca di Brooklyn. Ne trovano invece trecento, e quando arriva inspiegabilmente un gruppo di agenti di polizia, Ray li uccide in una sparatoria. Dopo essere fuggiti a Manhattan con 50 chilogrammi, Michael rimprovera Ray per averli messi in pericolo uccidendo gli agenti. Assegnato al caso, Davis e la detective della narcotici Frankie Burns entrano in conflitto con il sergente Butchco e il sergente Dugan dell'FBI, che tentano di impadronirsene. Ragionando sul fatto che i criminali avrebbero dovuto vendere la cocaina a Manhattan prima di fuggire dallo stato, Davis si assicura l'approvazione riluttante del vicesindaco, dell'FBI e del capo del distretto, il capitano McKenna, affinché l'isola di Manhattan venga chiusa, a condizione che catturino i criminali prima delle 5 del mattino.
Ray e Michael ricattano il loro collegamento, Bush, per convincere il loro acquirente, Hawk, a dare loro una quota maggiore in cambio delle loro identità cambiate per la loro fuga. Ricevono 1 milione di dollari e Adi, un riciclatore di denaro, dà loro nuove identità e dice loro di partire per Miami la mattina dopo. Davis e Burns riescono a identificare Ray, Michael e Bush. Bush viene presto ucciso da Butchco e Dugan in una discoteca. Dopo aver sorpreso Butchco a piantare la sua arma di riserva sul corpo di Bush e a litigare brevemente con lui, Davis diventa più sospettoso nei confronti dei suoi colleghi.
Nel frattempo, una squadra di polizia guidata dal tenente Kelly riesce rapidamente a localizzare e fare irruzione nell'appartamento di Adi. Adi viene ferito a morte dai poliziotti ma riesce a dare a Michael due chiavette USB e la loro password.
Davis e Burns riescono a raggiungere Michael e Ray; dopo aver ucciso accidentalmente un civile, Ray viene ferito a morte da Davis. Michael tiene Burns sotto tiro, raccontando a Davis delle chiavette e di quanto tutto sia sospetto, prima di scappare. Burns rimprovera Davis per aver lasciato scappare Michael nonostante la reputazione di Davis. In una stanza d'albergo, Michael sblocca le chiavette, rendendosi conto che il distretto di McKenna era coinvolto nel traffico di droga fin dalle sue fondamenta e ne guadagnava profitti, e che alcuni dei poliziotti che lui e Ray avevano ucciso nella sparatoria erano stati corrotti. Dopo un altro inseguimento in cui Michael abbandona i suoi soldi, Davis riesce a metterlo alle strette in un treno della metropolitana e lo convince ad arrendersi, promettendo di tenerlo in vita. Michael viene improvvisamente colpito da Burns, che era anche lei salita sul treno e che afferma che pensava che Michael stesse ancora tenendo Davis sotto tiro. Davis la rimprovera per aver sparato a Michael, che ha segretamente consegnato i drive e la password a Davis prima di morire. Mentre la polizia si congratula con i due per i loro sforzi, Davis scopre che Burns aveva contattato Kelly prima che l'appartamento di Adi fosse perquisito.
La mattina dopo, McKenna torna a casa e trova Davis che lo tiene sotto tiro, avendo avuto accesso ai dischi. McKenna spiega che gli agenti sono entrati nel traffico di droga perché stavano lottando per sopravvivere con una paga misera. Davis, rifiutandosi di andarsene, uccide, al loro arrivo, Butchco, Dugan e Kelly - che erano tutti sul libro paga di McKenna - poi McKenna, che si rifiuta di arrendersi. Burns, che Davis ha dedotto essere anch'essa alleata con McKenna, appare da dietro e tiene Davis sotto tiro, ma si arrende dopo che Davis rivela che aveva già trapelato le informazioni online, esponendo tutti i poliziotti corrotti a New York; se lo uccidesse, sarebbe condannata all'ergastolo e non potrebbe stare con la figlia.
In seguito, Davis guida solennemente lungo il Manhattan Bridge al tramonto, portando con sé le chiavette USB.

## Produzione
Il titolo iniziale della pellicola era 17 Bridges.
Le riprese del film sono iniziate il 24 settembre 2018 e si sono svolte tra New York e Filadelfia.
Il budget del film è stato di 33 milioni di dollari.
L'attore e produttore Chadwick Boseman ha donato parte del suo stipendio a Sienna Miller, affinché ci fosse una parità salariale.

## Promozione
Il primo trailer del film viene diffuso il 25 aprile 2019.

## Distribuzione
La pellicola è stata distribuita nelle sale cinematografiche statunitensi a partire dal 22 novembre 2019 ed in quelle italiane dal 9 gennaio 2020.

## Accoglienza

### Incassi
Il film ha incassato 28,5 milioni di dollari nel Nord America e 21,4 nel resto del mondo, per un totale di 49,9 milioni di dollari.